# Encalypta subbrevicollis
Encalypta subbrevicollis är en bladmossart som beskrevs av Kindberg 1897. Encalypta subbrevicollis ingår i släktet klockmossor, och familjen Encalyptaceae. Inga underarter finns listade i Catalogue of Life.